# Tommy und Betty
Tommy und Betty stellen den Vater bzw. die Mutter der Rapper-Sword Tänzer dar. Sie stellen den Tanz den Zuschauern vor, und versuchen, die Aufmerksamkeit dieser in Anspruch zu nehmen. Wie viele Volkstänze in England und Europa, sind diese Charaktere ein wesentlicher Teil der Tradition.
Alle historischen Beschreibungen des Tanzes schließen Tommy und Betty ein.
Tommy und Betty nehmen oft an den Rapper-Figuren teil, wie im Bild.

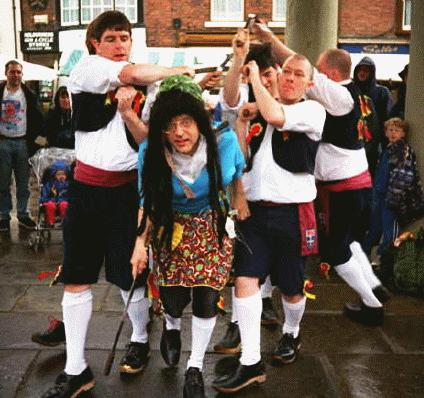
Die „Betty“ der „Newcastle Kingsmen“ tanzt mit

Die Wichtigkeit der Charaktere ist durch ihre Aufnahme in die jährlichen DERT-Wettbewerben anerkannt. Zum Beispiel, in DERT 2003 wurden 10 % der Punkte für die beiden vergeben.